# 柏林台駅
柏林台駅（はくりんだいえき）は、北海道帯広市西十七条南1丁目にある北海道旅客鉄道（JR北海道）根室本線の駅である。駅番号はK30。

## 歴史
- 1986年（昭和61年）11月1日：日本国有鉄道の柏林台臨時乗降場として新設[1][3]。開業当時から無人駅であった[2]。
- 1987年（昭和62年）4月1日：国鉄分割民営化により、北海道旅客鉄道（JR北海道）の駅となると共に旅客駅へ昇格[4]。柏林台駅となる[4]。
- 1996年（平成8年）11月24日：駅高架化[5][6]。

### 駅名の由来
近くに「柏林台団地」があり、利用者も大半団地住民であることから。

## 駅構造
高架駅。1面1線である。階段を上っていくと単線に幅の狭いホームがあるのみ。帯広駅管理の駅員無配置駅。自動改札機設置なし。

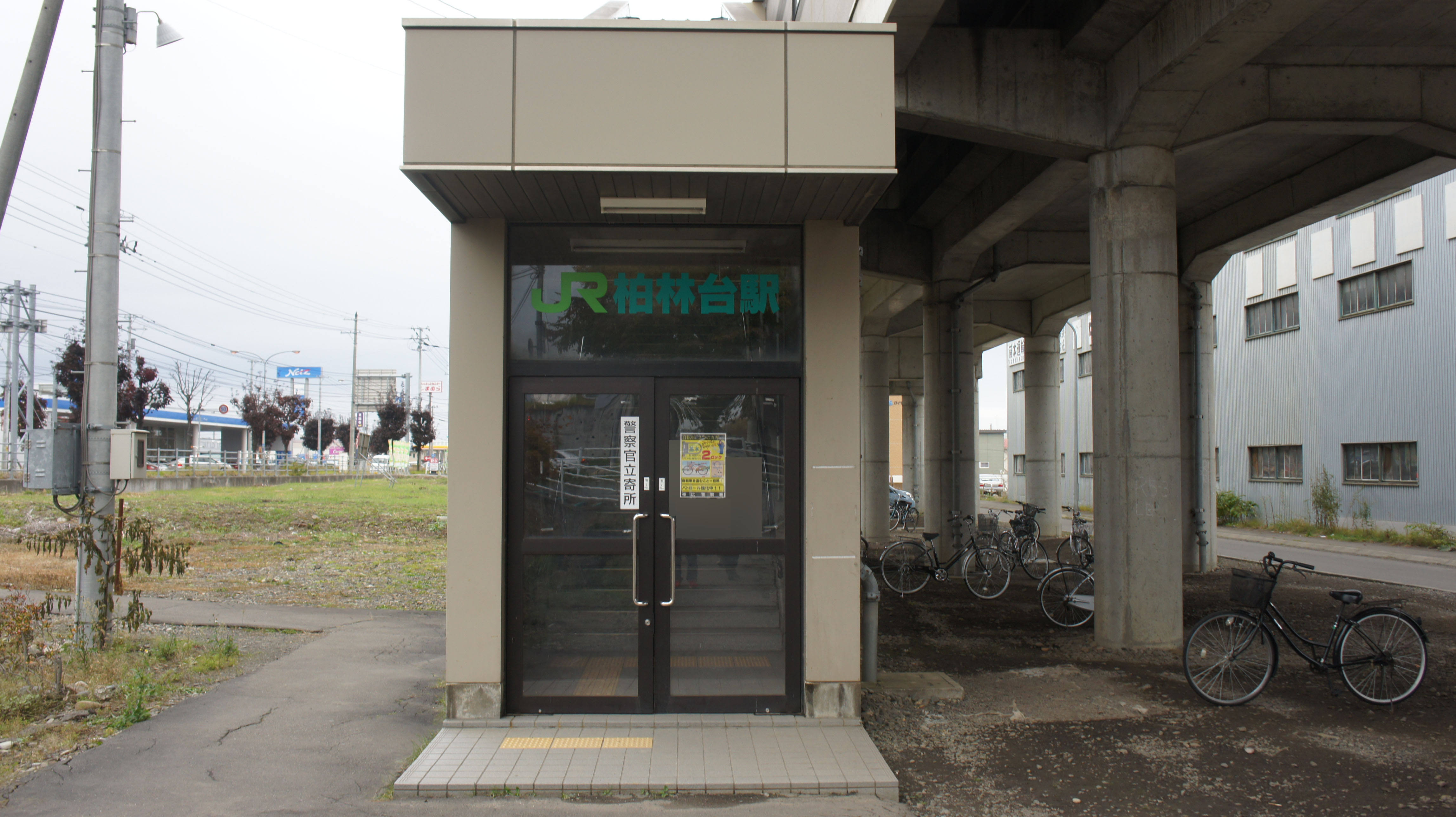
駅出入口（2017年10月）
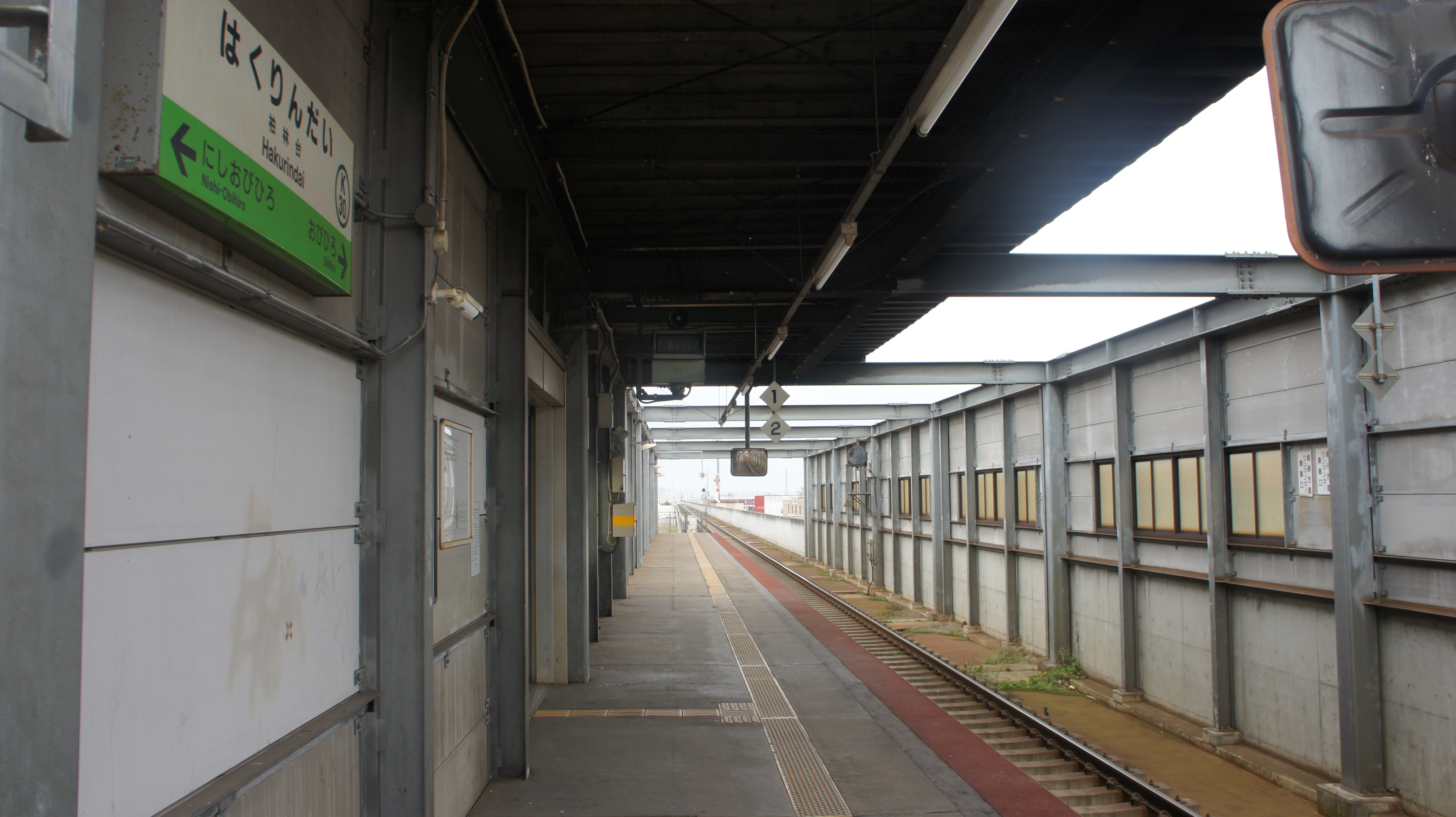
ホーム（2017年10月）

## 利用状況
1日の平均乗降人員は以下の通りである。
| 乗降人員推移 | 乗降人員推移 |
| 年度         | 1日平均人数  |
| ------------ | ------------ |
| 2011         | 330          |
| 2012         | 302          |
| 2013         | 294          |
| 2014         | 296          |

## 駅周辺
駅南側には大きなマンションが林立する柏林台団地があり、近辺は住宅が多い。また、スーパー等の商業施設も多い。
- 国道38号・国道241号・北海道道715号芽室東四条帯広線
- 帯広警察署西十七条交番
- 帯広西十七条郵便局
- 帯広柏林台郵便局
- 国土交通省北海道運輸局帯広運輸支局
- 独立行政法人国立病院機構帯広病院
- 帯広信用金庫 西支店
- 北海道拓殖バス「柏林台駅前」停留所
- 十勝バス「国道西17条」停留所

## 隣の駅
北海道旅客鉄道（JR北海道）
■根室本線
西帯広駅 (K29) - （帯広貨物駅） - 柏林台駅 (K30) - 帯広駅 (K31)